# Solresol (album)
Solresol – czwarty album studyjny grupy Vavamuffin. Wydany w 2013 przez Karrot Kommando. Zawiera 16 utworów.

## Lista utworów
1. Balsam
2. Wektor
3. Radical Rootsman
4. Skit
5. Nie pękaj!
6. Za tobą i za mną
7. Odrobina tej radości
8. Skit
9. Gra gitara
10. Pędź precz!
11. Skit
12. Pa na tego typa
13. Ruff and Tuff
14. Skit
15. Time to wake up!
16. Że warto